# Scopura montana
Scopura montana is een steenvlieg uit de familie Scopuridae. De wetenschappelijke naam van de soort is voor het eerst geldig gepubliceerd in 1987 door Uchida & Maruyama.